# Phialoba steinbecki
Phialoba steinbecki är en havsanemonart som beskrevs av Oscar Henrik Carlgren 1949. Phialoba steinbecki ingår i släktet Phialoba och familjen Actiniidae. Inga underarter finns listade i Catalogue of Life.